# Вејн (Илиноис)
Вејн (енгл. Wayne) град је у америчкој савезној држави Илиноис.

## Демографија
По попису из 2010. године број становника је 2.431, што је 294 (13,8%) становника више него 2000. године.
| Група             | 2000.         | 2010.         |
| Белци             | 1.966 (92,0%) | 2.213 (91,0%) |
| Афроамериканци    | 8 (0,4%)      | 21 (0,9%)     |
| Азијати           | 60 (2,8%)     | 83 (3,4%)     |
| Хиспаноамериканци | 80 (3,7%)     | 90 (3,7%)     |
| Укупно            | 2.137         | 2.431         |